# کرچه
کرچه (به صربی: Krće) یک منطقهٔ مسکونی در صربستان است که در سینیتسا واقع شده‌است. کرچه ۳۳۷ نفر جمعیت دارد.